# Augusta (spin)
Augusta is een monotypisch geslacht van spinnen uit de  familie van de wielwebspinnen (Araneidae).

## Soort
- Augusta glyphica Guérin-Méneville